# Coma (Anatolia)
Coma (en griego: Χῶμα) fue una fortaleza bizantina en Anatolia central, que jugó una función importante en la lucha contra los turcos selyúcidas a finales del siglo XI y durante todo el siglo XII.
Coma se ubicaba en el valle superior del Meandro en Frigia. Después de la batalla de Manzikert quedó aislada y rodeada por territorios en manos turcas. Sus tropas, conocidas como "comatenses" (Χωματηνοί), figuran frecuentemente en las campañas de Nicéforo III Botaniates (r. 1078–1081) y Alejo I Comneno (r. 1081–1118). Debido a su ubicación estratégica en una de las rutas hacia el interior de Anatolia, fue una base importante de operaciones contra los turcos en tiempos de los emperadores Comneno. En el siglo XII, formó un distrito propio, llamado "Coma y Capadocia", bajo un toparca.
Coma estuvo bajo constante amenaza turca durante el siglo XII. El emperador Isaac II Ángelo (r. 1185–1195, 1203–1204) la reparó y refortificó en 1193 y la rebautizó Angelokastron (Ἀγγελόκαστρον) en honor a su dinastía. Coma finalmente cayó en manos turcas tras la disolución del Imperio bizantino debida a la Cuarta Cruzada en 1204.
La fortaleza de Soublaion, en las inmediaciones fue reconstruida por el emperador Manuel I Comneno (r. 1143–1180) en 1175 pero abandonada después de la batalla de Miriocéfalo al año siguiente y fue confundida por William Mitchell Ramsay con Coma.